# Acerodon humilis
Acerodon humilis är en fladdermusart som beskrevs av K. Andersen 1909. Acerodon humilis ingår i släktet Acerodon och familjen flyghundar. Inga underarter finns listade.
Denna flyghund är bara känd från öarna Karakelong och Salebabu som tillhör Talaudöarna, norr om Sulawesi. Artens viloplatser är träd i skogar.  På grund av skogsavverkningar för att omvandla landskapet till jordbruksmark är Acerodon humilis hotad i beståndet. IUCN kategoriserar arten globalt som starkt hotad.
Ett skyddsområde har avsatts i artens häckningsområde, Karekalang Selatan Hunting Park. 